# Herb gminy Niechlów
Herb gminy Niechlów – symbol gminy Niechlów.

## Wygląd i symbolika
Herb przedstawia na tarczy koloru błękitnego złotą dzwonnicę (symbolizującą budowlę tego typu w Żabinie) z dachem czerwonym, na którym siedzi postać złotego sokoła zwrócona w prawo z dzwonkiem i białą obrożą na szyi. Herb swoim wyglądem nawiązuje do tradycji i historii gminy. 